# Queen Okafor
Nữ hoàng Nonyerem Okafor là một phụ nữ người Nigeria, được cho là người phụ nữ nhiều tóc nhất Nigeria.
Là người gốc Nneobi-Nnewi, bang Anambra ở Đông Nam Nigeria, Nữ hoàng đã dành những năm đầu đi học ở Owerri. Cô là con thứ hai trong một gia đình có năm người con.
Lúc mới sinh ra không có tóc, cô bắt đầu mọc tóc với số lượng phi thường ở tuổi 21. Cô hiện đang cư trú tại Lagos, Nigeria, nơi cô đang cố gắng tham gia vào ngành công nghiệp điện ảnh của Nigeria (thường được gọi là Nollywood).
Nữ hoàng không ngừng cắt tóc. Do đó, không có phép đo nào được thực hiện để thiết lập độ dài thật của tóc cô.